# Arih Mejilai
Arih Mejilai is een bestuurslaag in het regentschap Aceh Tenggara van de provincie Atjeh, Indonesië. Arih Mejilai telt 145 inwoners (volkstelling 2010).